# Georgiens president
Georgiens President (Georgiska: საქართველოს პრეზიდენტი; Sakartvelos Prezidenti) är Georgiens statsöverhuvud, högsta överbefälhavare och innehavaren av det högsta ämbetet inom den georgiska regeringen. Den verkställande makten är delad mellan presidenten och Georgiens premiärminister, som är regeringschef. Titeln som president infördes efter Georgiens självständighetsförklaring från Sovjetunionen i april 1991. Presidentens regeringsperiod är 5 år med möjlighet att bli omvald en gång. Nuvarande president är Salomé Zurabisjvili, som har varit president sedan 2018.
Regerande partiet 2012 flyttade detta år över all politisk makt till parlamentet och premiärministern. Presidenten har, efter en grundlagsändring 2017, bara symbolisk makt.
Statschefer i Georgien sedan Sovjetunionens upplösning 1991:
| Nr | Namn                              | Bild                     | Tillträdde                  | Avgick                                                                               | Politiskt Parti                       |
| -- | --------------------------------- | ------------------------ | --------------------------- | ------------------------------------------------------------------------------------ | ------------------------------------- |
| 1  | Zviad Gamsachurdia                |                          | 26 maj 1991                 | 2 januari 1992 Förklarad avsatt 31 december 1993 Dog medan han formellt var i tjänst | Runda bordet för nationell frihet     |
| 2  | Eduard Shevardnadze               |                          | 26 november 1995 (Insvuren) | 30 april 2000                                                                        | Unionen för georgiska medborgare      |
| 2  | Eduard Shevardnadze               | 30 april 2000 (Insvuren) | 23 november 2003 (Avgick)   |                                                                                      | Unionen för georgiska medborgare      |
| 2  | Nino Burdzjanadze (Tillförordnad) |                          | 23 november 2003            | 25 januari 2004                                                                      | Enade Nationella Rörelsen             |
| 3  | Micheil Saakasjvili               |                          | 25 januari 2004 (Insvuren)  | 25 november 2007                                                                     | Enade Nationella Rörelsen             |
| 3  | Nino Burdzjanadze (Tillförordnad) |                          | 25 november 2007            | 20 januari 2008                                                                      | Enade Nationella Rörelsen             |
| 3  | Micheil Saakasjvili               |                          | 20 januari 2008 (Insvuren)  | 17 november 2013                                                                     | Enade Nationella Rörelsen             |
| 4  | Giorgi Margvelashvili             |                          | 17 november 2013 (Insvuren) | 16 december 2018                                                                     | Georgisk dröm – demokratiska Georgien |
| 5  | Salomé Zurabisjvili               |                          | 16 december 2018            | Innehavare av ämbetet                                                                | Oberoende                             |